# Ironman 70.3 St. Croix

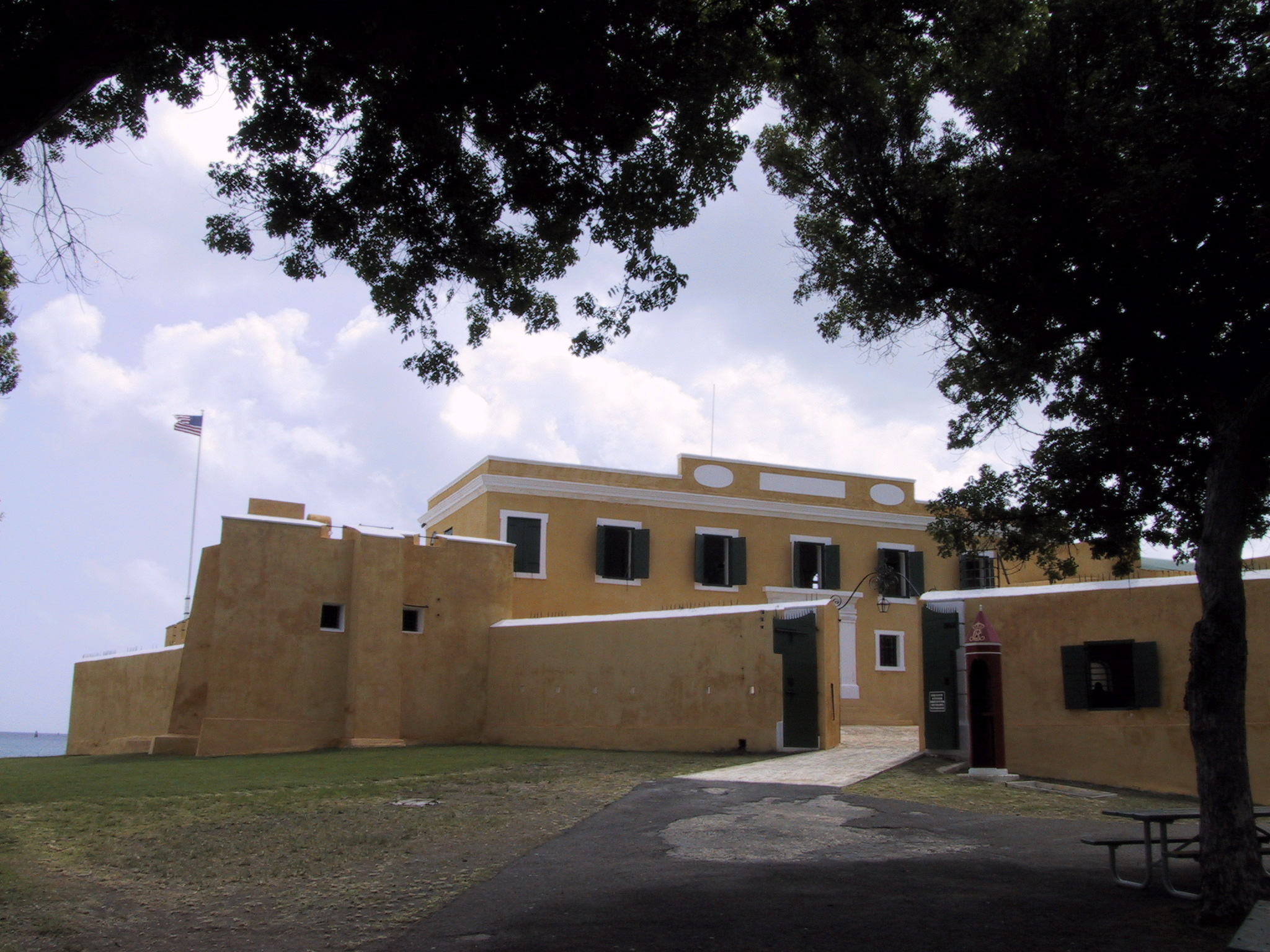
Fort Christiansvaern auf St. Croix

Der Ironman 70.3 St. Croix ist ein ehemaliger Triathlon-Bewerb der Ironman-70.3-Serie auf Saint Croix, der größten der amerikanischen Jungferninseln in der Karibik. Die Streckenführung erstreckte sich über die gesamte ca. 45 km lange und 11 km breite Insel St. Croix. Das Markenzeichen Ironman 70.3 leitet sich aus der Gesamtdistanz der Strecke von 70,3 Meilen (entsprechend 113 km, aufgeteilt in 1,9 km Schwimmen, 90 km Radfahren und 21,1 km Laufen) ab.

## Organisation
1988 wurde der St. Croix International Triathlon erstmals ausgerichtet, die Distanzen waren 1988 und 1989 3 km Schwimmen, 95 km Radfahren und 20 km Laufen. Ab 1991 betrug die Streckenlänge 2 km Schwimmen, 55 km Radfahren und 12 km Laufen. 2000 fungierte der Triathlon als Qualifikationswettkampf für den Ironman Canada, den Ironman USA und den Ironman California.
2001 wurde der Name der Veranstaltung in St. Croix Half-Ironman und die Streckenlänge in 1,9 km Schwimmen, 90 km Radfahren und 21,1 km Laufen geändert. Bei dem Wettkampf war jetzt eine Qualifikation für den Ironman Hawaii möglich. Auch in den 1990er-Jahren hatte der St. Croix Triathlon bereits als Qualifikationswettkampf für den Ironman Hawaii fungiert.
Seit 2006 wurde das neugeschaffene Markenzeichen Ironman 70.3 der WTC, einem heutigen Tochterunternehmen des chinesischen Dalian-Wanda-Konzerns im Veranstaltungsnamen genutzt, anstelle von Startplätzen für den Ironman Hawaii konnten die schnellsten Athleten in ihren Altersklassen Startplätze für eine von der WTC organisierte und unter dem Namen Ironman 70.3 World Championship beworbene Veranstaltung erwerben.
Diese ist formal keine durch einen internationalen Sportverband vergebene Weltmeisterschaft: Das Recht zur Nutzung des Begriffs World Championship leitete die WTC aus 1981 eingetragenen Markenzeichen ab und 2006 bestätigte das Court of Arbitration for Sport, dass eine diesbezüglich 1998 zwischen dem weltweiten Dachverband ITU und der WTC getroffenen Vereinbarung auch für deren neues Markenzeichen Ironman 70.3 gelte.
Die Organisation des Triathlons erfolgte durch eine in Zusammenhang mit dem lokalen Tourismus stehende Gruppe.
Damit gab es hier im Gegensatz zu den meisten Wettkämpfen in Nordamerika einen von der WTC unabhängigen Veranstalter, der lediglich an diese Gebühren für die Nutzung deren Markenzeichen im Veranstaltungsnamen entrichtete.
Die Veranstaltung wurde auch mit dem Slogan „Beauty and the Beast“ beworben. Hiermit wurde auf den Kontrast zwischen dem karibischen Postkarten-Panorama entlang der Strecke und der anspruchsvollen Streckenführung angespielt. Größte Herausforderung auf der Radstrecke war eine „the Beast“ genannte Steigung nach 33 km, bei der auf 1.100 Metern rund 180 Höhenmeter zu bewältigen waren, der steilste Abschnitt verfügte über 21 % Steigung. Die Laufstrecke führte über zwei Runden und enthielt einige anspruchsvolle Cross-Passagen.
Wegen seiner anspruchsvollen Kurses zählte der Triathlon zu den weltweit herausforderndsten über diese Distanz.
Bei diesem Triathlon wurden 30 Plätze für die Ironman 70.3 World Championship vergeben.
Zusätzlich zu dem Hauptwettkampf über die Mitteldistanz fand im Rahmen der Veranstaltung auch ein Sprint-Triathlon über 750 km Schwimmen, 14 km Radfahren und 7 km Laufen statt. Die letzte Austragung war hier 2017.

## Siegerliste

### Ironman 70.3 St. Croix
1,9 km Schwimmen, 90 km Radfahren und 21,1 km Laufen
| Datum/Jahr  | Männer                | Männer              | Männer                     | Frauen                | Frauen            | Frauen           |
| Datum/Jahr  | Erster Platz          | Zweiter Platz       | Dritter Platz              | Erster Platz          | Zweiter Platz     | Dritter Platz    |
| ----------- | --------------------- | ------------------- | -------------------------- | --------------------- | ----------------- | ---------------- |
| 7. Mai 2017 | Francky Favre -2-     | Chris Brands        | Jesus Andres Cruz Gonzalez | Rebecca Mckee         | Simone Böhm       | Julia Zetye      |
| 1. Mai 2016 | Francky Favre         | Stephen Wright      | Sebastian Sanchez          | Maria Hodges          | Cheyenne Noble    | Tiencia James    |
| 3. Mai 2015 | Matt Chrabot          | Richie Cunningham   | Drew Scott                 | Lauren Goss           | Kirsty Jahn       | Amanda Stevens   |
| 4. Mai 2014 | Timothy O’Donnell -2- | Brad Kahlefeldt     | Ruedi Wild                 | Radka Vodičková       | Catriona Morrison | Leanda Cave      |
| 5. Mai 2013 | Richie Cunningham     | William Clarke      | Clark Ellice               | Catriona Morrison -4- | Joanna Lawn       | Maria Cześnik    |
| 6. Mai 2012 | Andy Potts            | Stéphane Poulat     | Lance Armstrong            | Angela Naeth          | Mary Beth Ellis   | Sarah Gross      |
| 1. Mai 2011 | Maxim Kriat           | Luke Bell           | Richie Cunningham          | Catriona Morrison -3- | Angela Naeth      | Mirinda Carfrae  |
| 2. Mai 2010 | Terenzo Bozzone       | Timothy O’Donnell   | Tyler Butterfield          | Catriona Morrison -2- | Samantha Warriner | Erin O’Hara      |
| 3. Mai 2009 | Timothy O’Donnell     | Igor Amorelli       | Richie Cunningham          | Catriona Morrison     | Mirinda Carfrae   | Caitlin Snow     |
| 4. Mai 2008 | Craig Alexander -3-   | Marino Vanhoenacker | Richie Cunningham          | Mirinda Carfrae -2-   | Nina Kraft        | Bree Wee         |
| 6. Mai 2007 | Craig Alexander -2-   | Richie Cunningham   | Chris McCormack            | Julie Dibens          | Catriona Morrison | Samantha McGlone |
| 7. Mai 2006 | Craig Alexander       | Cameron Brown       | Shane Reed                 | Mirinda Carfrae       | Lisa Bentley      | Joanna Zeiger    |

### St. Croix Triathlon
2 km Schwimmen, 55 km Radfahren und 12 km Laufen

1988 und 1989: 3 km Schwimmen, 95 km Radfahren und 20 km Laufen
| Datum/Jahr  | Männer               | Männer           | Männer           | Frauen              | Frauen             | Frauen             |
| Datum/Jahr  | Erster Platz         | Zweiter Platz    | Dritter Platz    | Erster Platz        | Zweiter Platz      | Dritter Platz      |
| ----------- | -------------------- | ---------------- | ---------------- | ------------------- | ------------------ | ------------------ |
| 7. Mai 2000 | Luc Van Lierde       | Oscar Galindez   | Peter Sandvang   | Joanna Zeiger       | Carol Montgomery   | Karen Smyers       |
| 2. Mai 1999 | Jimmy Riccitello -2- | Peter Sandvang   | Cameron Brown    | Karen Smyers -5-    | Joanna Zeiger      | Lisa Bentley       |
| 3. Mai 1998 | Jimmy Riccitello     | Peter Sandvang   | Marcel Vifian    | Michellie Jones -3- | Barbara Lindquist  | Sue Bartholomew    |
| 4. Mai 1997 | Spencer Smith        | Jimmy Riccitello | Abe Rogers       | Karen Smyers -4-    | Carol Montgomery   | Susanne Nielsen    |
| 5. Mai 1996 | Alec Rukosuev        | Wes Hobson       | Marcus Ornellas  | Michellie Jones -2- | Karen Smyers       | Ute Schäfer        |
| 7. Mai 1995 | Greg Welch           | Mark Bates       | Andrew MacMartin | Michellie Jones     | Carol Montgomery   | Karen Smyers       |
| 1994        | Mike Pigg -4-        | Andrew MacMartin | Wes Hobson       | Karen Smyers -3-    | Marth Sorenson     | Donna Peters       |
| 1993        | Mike Pigg -3-        | Andrew MacMartin | Wes Hobson       | Karen Smyers -2-    | Joy Hansen         | Paula Newby-Fraser |
| 1992        | Jeff Devlin          | Ken Glah         | Brad Kearns      | Karen Smyers        | Melissa Mantak     | Sue Schlatter      |
| 1991        | Mike Pigg -2-        | Greg Welch       | Mark Allen       | Carol Montgomery    | Karen Smyers       | Paula Newby-Fraser |
| 1989        | Mark Allen           | Mike Pigg        | Scott Tinley     | Erin Baker          | Kirsten Hanssen    | Jan Ripple         |
| 1988        | Mike Pigg            | Mark Allen       | Scott Tinley     | Kirsten Hanssen     | Paula Newby-Fraser | Patricia Puntous   |